# 滕文公 (春秋)
滕文公（？—前575年），姬姓，名繡（本名據杜預《春秋釋例》卷九），為春秋諸侯國滕國君主之一，是滕國第21任君主，滕错叔的后裔。滕昭公之子，鲁成公十六年（前575年），夏四月，滕文公去世。子滕成公繼位。
| 前任： 滕昭公 | 春秋滕国君主 前599年—前575年 | 繼任： 滕成公 |